# الصفحة الرئيسية المليون دولارية
الصفحة الرئيسية المليون دولاریة هو موقع ابتكره تيو أليكس في عام 2005، وهو طالب من ويلتشير بإنجلترا، بغرض جمع المال من أجل إتمام تعليمه الجامعي. تتكون الصفحة الرئيسية من مليون بكسل مرتبة في شبكة من 1000 × 1000 بكسل؛ وبيعت الروابط في كل بكسل كإعلانات دعائية بقيمة دولار أمريكي واحد لكل بكسل في كتل 10 × 10 بكسلات. قدم المشترون لكتل البكسلات الصغيرة هذه صوراً ليتم عرضها عليها، وروابط إنترنت مرتبطة بالصور تفعّل عند الضغط عليها، وعنواناً لعرضه عند مرور المؤشر فوق الصورة. كان الهدف من الموقع بيع كل البكسلات في الصورة، مما يعطي صاحبه دخل مليون دولار أمريكي. علّقت صحيفة وول ستريت جورنال بأن الموقع ٰأوحی بفكرةٍ جدیدة لمواقع كثيرة أخرى أصحبت تعتمد على بيع البكسلات.
أصبح الموقع الذي أطلق في 26 أغسطس 2005 ظاهرة إنترنتية، إذ بلغ الموقع ذروته في الترتيب العالمي من حيث عدد الزيارات على شبكة الإنترنت، حيث أصبح ترتيبه في ذلك الوقت 127 حسب أليكسا؛ وفي 18 أيلول 2009 كان الترتيب 35,983. في 1 كانون الثاني 2006، فتحت المزايدة على البكسلات الـ1،000 الأخيرة المتبقّية لبيعها على موقع إيباي. أغلق المزاد في 11 كانون الثاني ودفع الفائز سعر 38,100 $، وهكذا بلغت أرباح الموقع الكلية 1,037,100 $. ظهر الموقع الإلكتروني وقصّته أيضاً في كتاب "Cool Tech Gadgets, Games, Robots, and the Digital World".

## روابط خارجية
- رابط موقع صفحة المليون دولار
- رابط الدليل الواسع
- قصة نجاح اليكس تيو مؤسس صفحة المليون دولار